# Ławeczka Bogusława Kaczyńskiego w Krynicy-Zdroju
Ławeczka Bogusława Kaczyńskiego w Krynicy-Zdroju – pomnik w formie ławki zlokalizowany w Parku Mieczysława Dukieta w centrum Krynicy-Zdroju, w widłach Kryniczanki i Alei Inżyniera Leona Nowotarskiego. Przedstawia Bogusława Kaczyńskiego siedzącego na krześle, a po jego obu stronach posadowiono dwa puste krzesła, na których można usiąść.
W tle pomnika znajduje się pensjonat Wisła, w którym mieszkał Kaczyński podczas pobytów w Krynicy i gdzie mieściło się biuro Festiwali im. Jana Kiepury, którym nadał wysoki poziom artystyczny.
Inicjatorem ustawienia pomnika była Fundacja Casa Grande, którą przez wiele lat kierował Kaczyński. Autorem ławeczki jest Tomasz Górnicki, absolwent Wydziału Rzeźby Akademii Sztuk Pięknych w Warszawie, który stworzył również pomnik nagrobny Kaczyńskiego na Starych Powązkach w Warszawie. Odsłonięcie pomnika odbyło się 17 sierpnia 2018.